# Westerhout 49-2
Westerhout 49-2 (W49-2) är en ensam stjärna belägen i den mellersta delen av stjärnbilden Örnen inom H II-regionen Westerhout 49. Den beräknas befinna sig på ett avstånd av ca 36 200 ljusår (ca 11 100parsec) från solen. Stjärnan är kraftigt rödförskjuten, med nästan 5 magnituder i K-bandet, mest av alla stjärnor i regionen.

## Egenskaper
Westerhout 49-2 är en blå superjättestjärna av spektralklass O2-3.5 If, Den har en massa av ca 250 solmassor (dock med en betydande osäkerhet), en radie av ca 55 solradier baserat på Stefan-Boltzmanns lag med en nominell soleffektiv temperatur på 5 772 K: {\displaystyle {\sqrt {(5772/35,500)^{4}*4,365,000}}=55.29\ R\odot }. Den utsänder energi från dess fotosfär motsvarande ca 4 365 000 gånger solen vid en effektiv temperatur av ca 35 500 Den en av de mest massiva och ljusstarka kända stjärnorna.

### Osäkerhet
Det råder betydande osäkerhet kring Westerhout 49-2:s egenskaper. En uppskattning med hjälp av massa-luminositetsförhållanden visar en massa mellan 90 och 240 solmassor. Dess massa är sannolikt högre än den teoretiska övre gränsen på 150 solmassor, vilket innebär att den skulle kunna vara en dubbelstjärna om röntgenstrålning upptäcks. Westerhout 49-1, 49-2 och 49-12 är alla ljusstarka röntgenkällor, vilket betyder att de alla skulle kunna vara dubbelstjärnor och deras massa skulle då vara lägre än den förutspådda massan om de vore enskilda stjärnor.